# Bruno Fritsch (Politiker)
Bruno Fritsch (* 26. Juni 1842 in Dessau; † 20. Februar 1933 in Berlin) war ein Politiker der Nationalliberalen Partei.

## Leben
Nachdem er ein Semester Rechtswissenschaften in Leipzig studiert hatte, trat Fritsch 1862 in den Postdienst ein. 1894 wurde er Direktor im Reichspostamt, sowie Unterstaatssekretär von 1897 bis 1901 und organisierte den deutschen Kolonialpostdienst. Nach seiner Pensionierung wurde er 1903 für den Wahlkreis Regierungsbezirk Liegnitz 8 (Lauban, Görlitz) in das Preußische Abgeordnetenhaus gewählt, dem er bis 1918 angehörte.

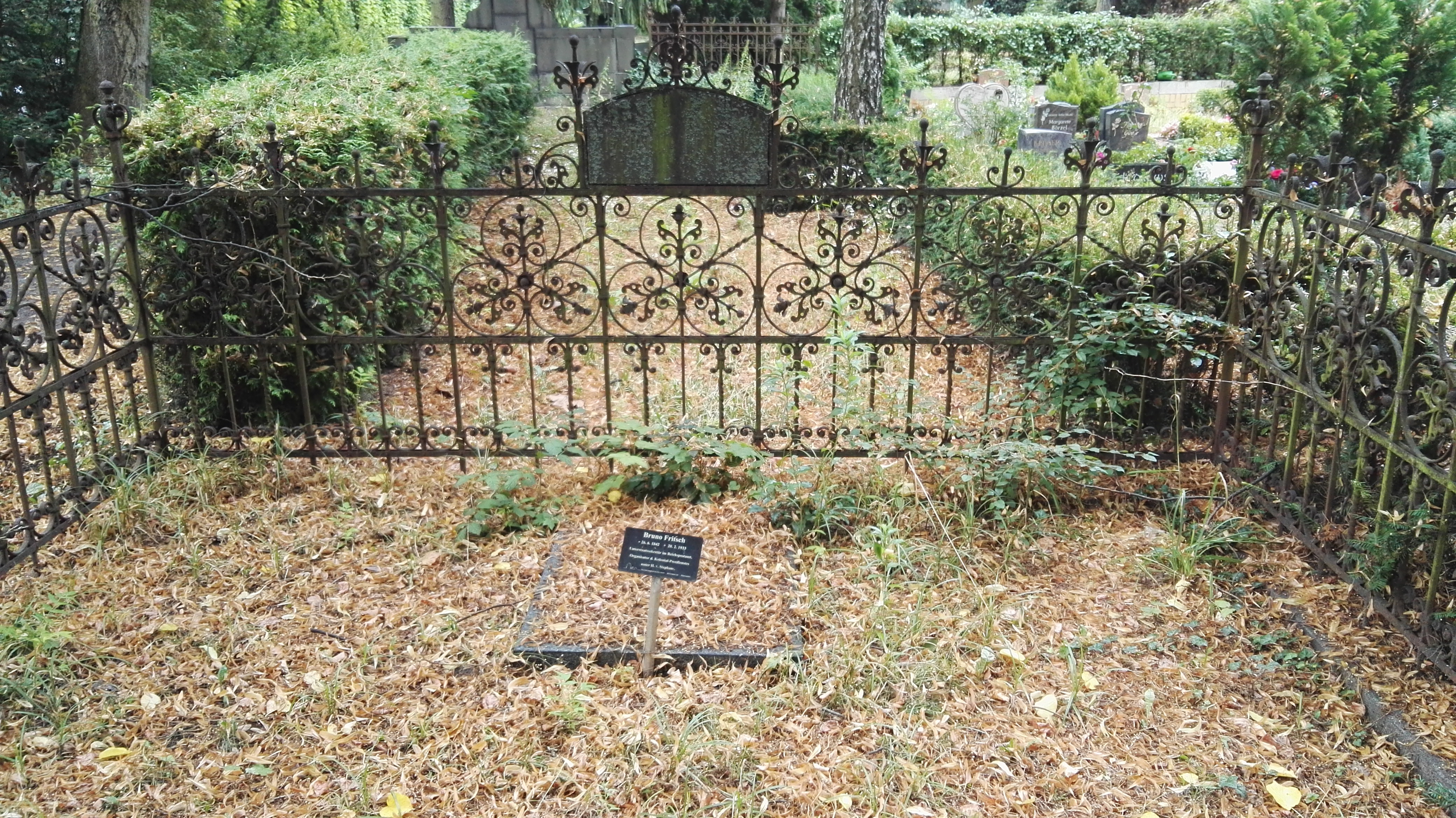
Grab von Bruno Fritsch in Berlin-Kreuzberg

Nach ihm wurde 1909 die Fritschstraße in Steglitz (seit 1920 Ortsteil von Berlin) benannt. Diese wurde 1935 in Fritschweg umbenannt. Die Errichtung der Siedlung an der seinen Namen tragenden Straße ist ihm zu verdanken. Diese Wohnbauten gelten als Musterbeispiel der Beamten-Wohnkultur.
Bruno Fritsch starb 1933 im Alter von 90 Jahren in Berlin. Beigesetzt wurde er auf dem Dreifaltigkeitsfriedhof I in Kreuzberg. Die Gittergrabanlage ist erhalten, die dort liegende kleine Grabplatte jedoch inzwischen stark verwittert.
Siehe auch: Liste der Mitglieder des preußischen Abgeordnetenhauses (20. Wahlperiode)